# Белгија на Светском првенству у атлетици на отвореном 2015.
Белгија је учествовала на Светском првенству у атлетици на отвореном 2015. одржаном у Пекингу од 22. до 30. августа петнаести пут, односно учествовала је на свим првенствима до данас. Репрезентацију Белгије представљало је 18 учесника (13 мушкараца и 5 жена) у 15 (10 мушких и 5 женских) дисциплина.,
На овом првенству Белгија је по броју освојених медаља делила 25. место са 1 освојеном медаљом (сребрна). Поред медаље, Белгијски такмичари оборили су два национална и четири лична рекорда, остварили један најбољи национални резултат сезоне и тринаест најбољих личних резултата сезоне. У табели успешности према броју и пласману такмичара који су учествовали у финалним такмичењима (првих 8 такмичара) Белгија је са 2 учесника у финалу делила 29. место са 11 бодова.
| Плас. | Земља   | 1. место | 2. место | 3. место | 4. место | 5. место | 6. место | 7. место | 8. место | Бр. финал. | Бод. |
| ----- | ------- | -------- | -------- | -------- | -------- | -------- | -------- | -------- | -------- | ---------- | ---- |
| =29.  | Белгија | 0        | 1        | 0        | 0        | 1        | 0        | 0        | 0        | 2          | 11   |

## Учесници
| Мушкарци: - Жонатан Борле — 400 м, 4 х 400 м - Кевин Борле — 400 м, 4 х 400 м - Питер-Јан Ханес — 1.500 м - Башир Абди — 5.000 м, 10.000 м - Abdelhadi El Hachimi — Маратон - Michaël Bultheel — 400 м препоне - Дилан Борле — 4 х 400 м - Антоан Жиле — 4 х 400 м - Робин Вандербемден — 4 х 400 м - Арно Ар — Скок мотком - Филип Миланов — Бацање диска - Нилс Питомвилс — Десетобој - Томас ван дер Плецен — Десетобој | Жене: - Синтија Болинго — 200 м - Алменш Белете — 10.000 м - Ан Загре — 100 м препоне - Axelle Dauwens — 400 м препоне - Нафисату Тијам — Седмобој |  |

## Освајачи медаља (1)

### Сребрна (1)
- Филип Миланов — Бацање диска

## Резултати

### Мушкарци
| Атлетичар                                                              | Дисциплина    | Лични рекорд | Квалификације  | Квалификације  | Полуфинале       | Полуфинале   | Финале                     | Финале                     | Детаљи                                    |
| Атлетичар                                                              | Дисциплина    | Лични рекорд | Резултат       | Место          | Резултат         | Место        | Резултат                   | Место                      | Детаљи                                    |
| ---------------------------------------------------------------------- | ------------- | ------------ | -------------- | -------------- | ---------------- | ------------ | -------------------------- | -------------------------- | ----------------------------------------- |
| Жонатан Борле                                                          | 400 м         | 44,43 НР     | 44,67 КВ, ЛРС  | 3. у гр. 1     | 44,85            | 5. у гр. 3   | Нису се пласирали          | 14 / 44 (45)               | Архивирано на веб-сајту (26. август 2015) |
| Кевин Борле                                                            | 400 м         | 44,56        | 45,01 КВ, ЛРС  | 2. у гр. 4     | 44,74            | 4. у гр. 1   | Нису се пласирали          | 11 / 44 (45)               | Архивирано на веб-сајту (26. август 2015) |
| Питер-Јан Ханес                                                        | 1.500 м       | 3:34,49      | 3:39,31 КВ     | 4. у гр. 2     | 3:44,38          | 8. у гр. 1   | Нису се пласирали          | 20 / 40 (41)               |                                           |
| Башир Абди                                                             | 5.000 м       | 13:06,10     | Није стартовао | Није стартовао |                  |              | Није се пласирао           | Није се пласирао           |                                           |
| Башир Абди                                                             | 10.000 м      | 27:36,40     |                |                |                  |              | Није завршио трку (5-6 км) | Није завршио трку (5-6 км) |                                           |
| Abdelhadi El Hachimi                                                   | Маратон       | 2:11:30      | 2:17:41        | 16 / 42 (68)   |                  |              |                            |                            |                                           |
| Michaël Bultheel                                                       | 400 м препоне | 49,04        | 49,38 кв       | 6. у гр. 5     | 49,66            | 8. у гр. 1   | Није се пласирао           | 22 / 40 (44)               |                                           |
| Жонатан Борле Робин Вандербемден Кевин Борле Антоан Жиле* Дилан Борле* | 4 х 400 м     | 2:59,30 НР   | 2:59,28 кв, НР | 2. у гр. 1     |                  |              | 3:00,24                    | 5 / 15 (16)                |                                           |
| Арно Ар                                                                | Скок мотком   | 5,65         | 5,40           | 16. у гр. А    | Није се пласирао | 31 / 34 (35) |                            |                            |                                           |
| Филип Миланов                                                          | Бацање диска  | 66,66 НР     | 63,85 кв       | 5. у гр. А     | 66,90 НР         |              |                            |                            |                                           |

- Атлетичар који је означен звездицом је учествовао у штафети у предтакмичењу, али не у финалу.

#### Десетобој
| Дисциплина    | Томас ван дер Плецен Архивирано на веб-сајту (29. август 2015) | Томас ван дер Плецен Архивирано на веб-сајту (29. август 2015) | Томас ван дер Плецен Архивирано на веб-сајту (29. август 2015) | Томас ван дер Плецен Архивирано на веб-сајту (29. август 2015) | Томас ван дер Плецен Архивирано на веб-сајту (29. август 2015) | Томас ван дер Плецен Архивирано на веб-сајту (29. август 2015) |
| Дисциплина    | Лич. рек.                                                      | Резултат                                                       | Бод.                                                           | Плас.                                                          | Укупно                                                         | Плас.                                                          |
| ------------- | -------------------------------------------------------------- | -------------------------------------------------------------- | -------------------------------------------------------------- | -------------------------------------------------------------- | -------------------------------------------------------------- | -------------------------------------------------------------- |
| 100 м         | 11,04                                                          | 11,44                                                          | 765                                                            | 27.                                                            |                                                                |                                                                |
| Скок удаљ     | 7,80                                                           | 7,42 ЛРС                                                       | 915                                                            | 12.                                                            | 1.680                                                          | 22.                                                            |
| Бацање кугле  | 14,12                                                          | 13,83 ЛРС                                                      | 718                                                            | 19.                                                            | 2.398                                                          | 22.                                                            |
| Скок увис     | 2,17                                                           | 2,13 ЛРС                                                       | 925                                                            | 1.                                                             | 3.323                                                          | 16.                                                            |
| 400 м         | 48,64                                                          | 50,28 ЛРС                                                      | 802                                                            | 24.                                                            | 4.125                                                          | 19.                                                            |
| 110 м препоне | 14,59                                                          | 14,76                                                          | 879                                                            | 16.                                                            | 5.004                                                          | 16.                                                            |
| Бацање диска  | 43,31                                                          | 43,01 ЛР                                                       | 726                                                            | 12.                                                            | 5.730                                                          | 16.                                                            |
| Скок мотком   | 5,40                                                           | 5,30 ЛР                                                        | 1.004                                                          | 1.                                                             | 6.734                                                          | 13.                                                            |
| Бацање копља  | 65,31                                                          | 55,23                                                          | 666                                                            | 16.                                                            | 7.400                                                          | 13.                                                            |
| 1.500 м       | 4:32,52                                                        | 4:47,38 ЛРС                                                    | 635                                                            | 20.                                                            |                                                                |                                                                |
| Десетобој     | 8.255                                                          |                                                                |                                                                |                                                                | 8.035 ЛРС                                                      | 14 / 22 (29)                                                   |

| Дисциплина    | Нилс Питомвилс Архивирано на веб-сајту (29. август 2015) | Нилс Питомвилс Архивирано на веб-сајту (29. август 2015) | Нилс Питомвилс Архивирано на веб-сајту (29. август 2015) | Нилс Питомвилс Архивирано на веб-сајту (29. август 2015) | Нилс Питомвилс Архивирано на веб-сајту (29. август 2015) | Нилс Питомвилс Архивирано на веб-сајту (29. август 2015) |
| Дисциплина    | Лич. рек.                                                | Резултат                                                 | Бод.                                                     | Плас.                                                    | Укупно                                                   | Плас.                                                    |
| ------------- | -------------------------------------------------------- | -------------------------------------------------------- | -------------------------------------------------------- | -------------------------------------------------------- | -------------------------------------------------------- | -------------------------------------------------------- |
| 100 м         | 11,15                                                    | 11,39                                                    | 776                                                      | 26.                                                      |                                                          |                                                          |
| Скок удаљ     | 7,35                                                     | 6,86                                                     | 781                                                      | 26.                                                      | 1,557                                                    | 27.                                                      |
| Бацање кугле  | 14,30                                                    | 12,77                                                    | 653                                                      | 26.                                                      | 2.210                                                    | 29.                                                      |
| Скок увис     | 2,04                                                     | 1,92                                                     | 731                                                      | 25.                                                      | 2,941                                                    | 27.                                                      |
| 400 м         | 48,94                                                    | 49,45 ЛРС                                                | 840                                                      | 18.                                                      | 3.781                                                    | 24.                                                      |
| 110 м препоне | 14,59                                                    | 15,09                                                    | 839                                                      | 20.                                                      | 4.620                                                    | 22.                                                      |
| Бацање диска  | 44,74                                                    | 39,90                                                    | 663                                                      | 21.                                                      | 5.283                                                    | 23.                                                      |
| Скок мотком   | 5,30                                                     | БП                                                       |                                                          |                                                          | 5.283                                                    | 23.                                                      |
| Бацање копља  | 57,83                                                    | 52,96                                                    | 633                                                      | 21.                                                      | 5,916                                                    | 22.                                                      |
| 1.500 м       | 4:29,04                                                  | 4:27,40 ЛР                                               | 762                                                      | 7.                                                       |                                                          |                                                          |
| Десетобој     | 8.049                                                    |                                                          |                                                          |                                                          | 6.678                                                    | 22 / 22 (29)                                             |

### Жене
| Атлетичарка     | Дисциплина    | Лични рекорд        | Квалификације | Квалификације | Полуфинале        | Полуфинале        | Финале            | Финале       | Детаљи                                      |
| Атлетичарка     | Дисциплина    | Лични рекорд        | Резултат      | Место         | Резултат          | Место             | Резултат          | Место        | Детаљи                                      |
| --------------- | ------------- | ------------------- | ------------- | ------------- | ----------------- | ----------------- | ----------------- | ------------ | ------------------------------------------- |
| Синтија Болинго | 200 м         | 23,11               | 23,45         | 6. у гр. 4    | Није се пласирала | Није се пласирала | Није се пласирала | 43 / 49 (51) | Архивирано на веб-сајту (30. новембар 2015) |
| Алменш Белете   | 10.000 м      | 31:43,05            |               |               |                   |                   | 32:47,62 ЛРС      | 21 / 25      | Архивирано на веб-сајту (25. август 2015)   |
| Ан Загре        | 100 м препоне | 12,71 (+1,4 м/с) НР | 12,90 КВ      | 5. у гр. 3    | 12,88             | 3. у гр. 3        | Нису се пласирале | 11 / 37      | Архивирано на веб-сајту (31. август 2015)   |
| Axelle Dauwens  | 400 м препоне | 55,56               | 55,84 кв, ЛРС | 5. у гр. 3    | 55,82 ЛРС         | 5. у гр. 1        | Нису се пласирале | 12 / 37      | Архивирано на веб-сајту (27. октобар 2015)  |

#### Седмобој
| Дисциплина    | Нафисату Тијам | Нафисату Тијам | Нафисату Тијам | Нафисату Тијам | Нафисату Тијам | Нафисату Тијам |
| Дисциплина    | Лич. рек.      | Резултат       | Бод.           | Плас.          | Укупно         | Плас.          |
| ------------- | -------------- | -------------- | -------------- | -------------- | -------------- | -------------- |
| 100 м препоне | 13,79          | 13,83          | 1.003          | 22.            |                |                |
| Скок увис     | 1,97           | 1,86           | 1.054          | 8.             | 2.057          | 10.            |
| Бацање кугле  | 15,03          | 15,24 ЛР       | 877            | 1.             | 2.934          | 2.             |
| 200 м         | 24,78          | 25,28          | 861            | 27.            | 3.795          | 6.             |
| Скок удаљ     | 6,43           | 6,14           | 893            | 14.            | 4.688          | 7.             |
| Бацање копља  | 52,03          | 49,31          | 847            | 6.             | 5.535          | 5.             |
| 800 м         | 2:20,79        | 2:24,55        | 763            | 26.            |                |                |
| Седмобој      | 6.508 НР       |                |                |                | 6.298          | 11 / 28 (36)   |